# III. třída okresu Náchod 2004/2005
V soubojích fotbalové III. třídy okresu Náchod 2004/2005, jedné ze skupin 9. nejvyšší fotbalové soutěže, se utkalo 7 týmů čtyřkolovým systémem podzim – jaro. Tento ročník skončil v červnu 2005.
Postup do II. třídy okresu Náchod 2005/2006 si zajistil vítězný tým TJ Jiskra Veba Machov. Nikdo nesestupoval, jde o nejnižší soutěž.

## Výsledná tabulka
| Poř. | Tým                              | Z  | V  | R | P  | VG  | OG  | B  |
| ---- | -------------------------------- | -- | -- | - | -- | --- | --- | -- |
| 1.   | TJ Jiskra Veba Machov            | 24 | 20 | 2 | 2  | 136 | 33  | 62 |
| 2.   | TJ Sokol Otovice                 | 24 | 12 | 4 | 8  | 66  | 51  | 40 |
| 3.   | TJ Sokol Šonov                   | 24 | 11 | 5 | 8  | 82  | 72  | 38 |
| 4.   | TJ Slavoj Teplice nad Metují „B“ | 24 | 11 | 2 | 11 | 48  | 57  | 35 |
| 5.   | TJ Sokol Ruprechtice             | 24 | 9  | 4 | 11 | 63  | 61  | 31 |
| 6.   | SK Roma Velká Ves                | 24 | 6  | 2 | 16 | 35  | 115 | 20 |
| 7.   | TJ Sokol Heřmánkovice            | 24 | 4  | 3 | 17 | 53  | 94  | 15 |

Poznámky:
- Z = Odehrané zápasy; V = Vítězství; R = Remízy; P = Prohry; VG = Vstřelené góly; OG = Obdržené góly; B = Body; (S) = Mužstvo sestoupivší z vyšší soutěže; (N) = Mužstvo postoupivší z nižší soutěže (nováček)

|  | Postup do II. třídy okresu Náchod 2005/2006 |